# Nederlands Herseninstituut
Het Nederlands Herseninstituut is een onderzoeksinstituut in Amsterdam onder de paraplu van de Koninklijke Nederlandse Akademie van Wetenschappen (KNAW). Het verricht fundamenteel en strategisch wetenschappelijk onderzoek op het gebied van de neurowetenschappen. Accent ligt daarbij op hersenonderzoek en onderzoek naar het visueel systeem.
Het Nederlands Herseninstituut onderzoekt hoe de hersenen cognitieve functies – zoals bewustzijn, perceptie, beweging, leren en sociale interacties – mogelijk maken. Ook wordt onderzocht hoe deze functies verstoord raken bij hersenziekten. Het onderzoek vindt plaats op verschillende niveaus: op genetisch en moleculair niveau, op het niveau van de zenuwcel en het netwerk, en op het systeem- en gedragsniveau.

## Geschiedenis

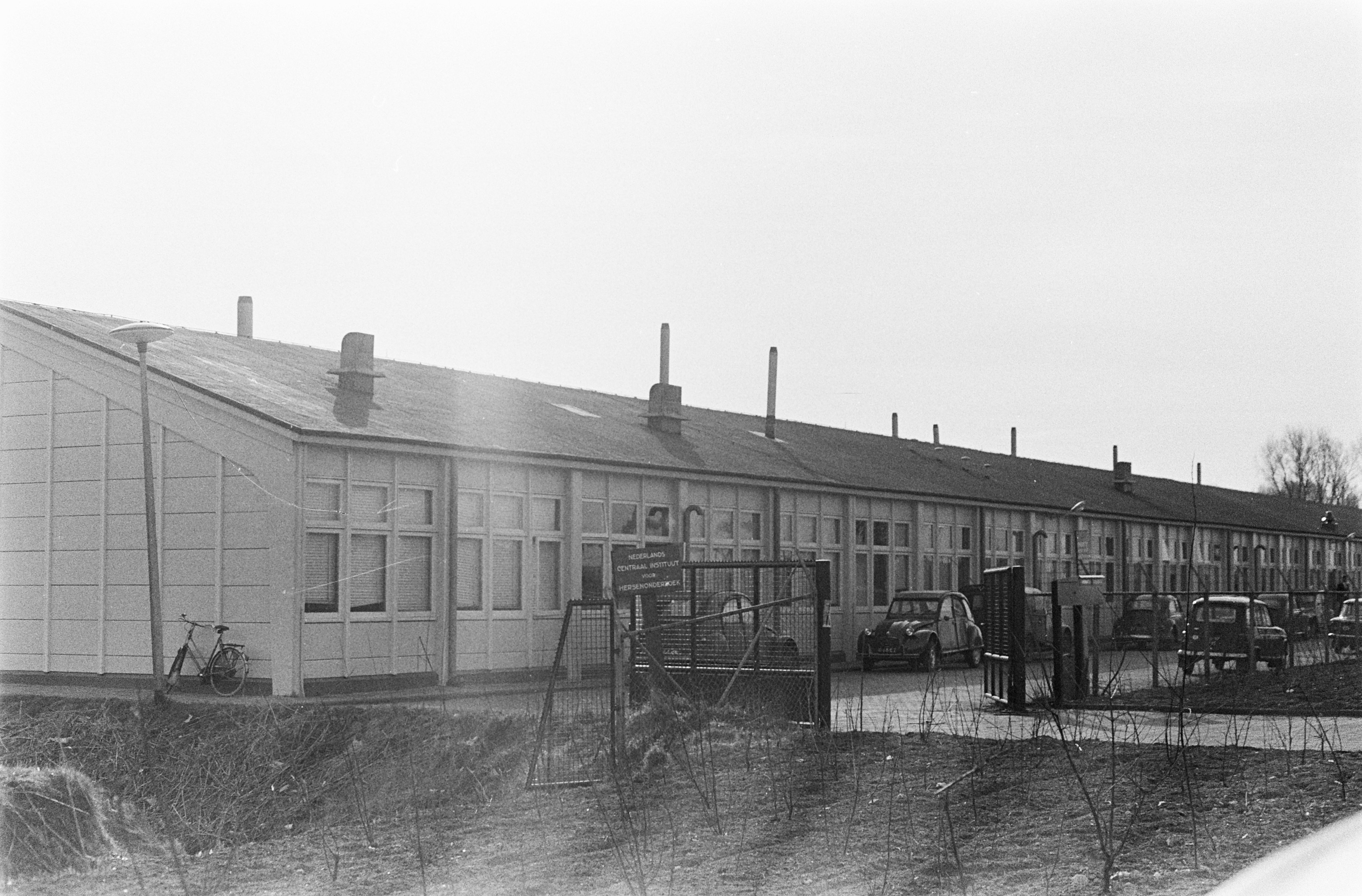
Instituut voor Hersenonderzoek in 1969

Het Nederlands Herseninstituut ontstond op 1 juli 2005 uit de fusie van het Nederlands Instituut voor Hersenonderzoek en het Interuniversitair Oogheelkundig Instituut, beide instituten van de KNAW, maar met een heel verschillende achtergrond.

### Nederlands Instituut voor Hersenonderzoek
In 1901 stelde anatomist Wilhelm His tijdens een bijeenkomst van de Internationale Associatie der Academies voor om onderzoek naar het zenuwstelsel op een internationaal voetstuk te plaatsen. Dit resulteerde in 1904 in de oprichting van het Internationaal Academisch Comité voor Hersenonderzoek. Ook in Nederland bleef men niet achter; op 8 juni 1909 werd het Nederlands Centraal Instituut voor Hersenonderzoek opgericht. Later werd het bekend als het Nederlands Instituut voor Hersenonderzoek. De eerste directeur van het instituut was professor C.U. Ariëns Kappers. Dit bleef hij tot zijn dood in 1946. Hij maakte het instituut internationaal bekend door zijn werk van vergelijkende neuroanatomie van het zenuwstelsel. Belangrijk waren ook de bijdragen van directeur-hoogleraar Bernard Brouwer die in 1920 de gouden Ramaer-medaille ontving voor zijn vele verdiensten. Siegfried Thomas Bok gaf het instituut tussen 1952 en 1962 leiding, waarna Hans Ariëns Kappers het directeurschap overnam tot eind 1975.
Oorspronkelijk was het onderzoek gericht op vergelijkende neuroanatomie, maar onder leiding van wetenschappers zoals Dick Swaab, die directeur was van 1978 tot 2005, ontwikkelde het instituut zich tot een multidisciplinair onderzoekscentrum, met unieke onderzoeksfaciliteiten, zoals de Nederlandse Hersenbank.

### Interuniversitair Oogheelkundig Instituut
Het Interuniversitair Oogheelkundig Instituut werd in 1972 opgericht door de oogheelkundige afdelingen van de Nederlandse universiteiten, met als doel een plek voor fundamenteel onderzoek te creëren. Aanvankelijk bestond het uit de afdeling Oftalmogenetica en de afdeling Visuele Systeemanalyse. De database voor oftalmogenetica, een unieke onderzoeksfaciliteit (gericht op onderzoek naar erfelijke oogziekten), werd in het leven geroepen door Willem Delleman. Henk Spekreijse zette vervolgens de systematische functionele visuele systeem analyse op, waarmee het instituut een internationaal gewaardeerd centre of excellence voor onderzoek naar het zien werd. Het instituut bood een uitstekende infrastructuur voor genetisch- en functioneel-georiënteerd onderzoek en werd een broedplaats voor de huidige generatie ophthalmologen. Tegen het eind van de vorige eeuw kwam het accent steeds meer te liggen op het functioneren van het visueel systeem en op de relatie tussen dit systeem en de hersenen.

## Nederlands Herseninstituut KNAW
Anno 2022 onderzoeken ruim 150 onderzoekers, gebundeld in zeventien onderzoeksgroepen, de verschillende facetten van het brein. Zij zoeken naar antwoorden op vragen als 'welke mechanismen liggen verborgen in die honderd miljard zenuwcellen, met honderdduizend kilometer verbindingen daartussen? Welke rol spelen hormonen, elektrische signalen en chemische boodschappers? Wat gebeurt er in individuele cellen, en hoe communiceren die met elkaar?' Het onderzoek wordt gedaan met behulp van beproefde technische middelen, zoals neuroimaging en EEG. Daarnaast wordt er ook gebruik gemaakt van de modernste technieken: optogenetica, twee-foton-microscopie, virale vectoren, laser-dissectie-microscopie en microarray screening.
De onderzoekers werken samen met verschillende universiteiten en ziekenhuizen. Het Herseninstituut is bovendien partner in het Spinoza Centre for Neuroimaging, een samenwerkingsverband dat vierhonderd neurowetenschappers in de regio Amsterdam verbindt.
Het onderzoek heeft een tweeledig doel. Een: op een fundamenteel niveau begrijpen hoe hersenmechanismen werken. En twee: mogelijkheden vinden om de strijd aan te binden met fysieke en psychische aandoeningen. Denk aan blindheid, epilepsie, multiple sclerose, parkinson en alzheimer, maar ook aan schizofrenie, depressie en autisme.
Onderdelen van het Nederlands Herseninstituut zijn de Nederlandse Hersenbank en het Nederlands Slaapregister, die (inter)nationale faciliteiten leveren voor het onderzoek naar menselijk hersenweefsel, cognitieve functies en slaappatronen.

## Directeuren

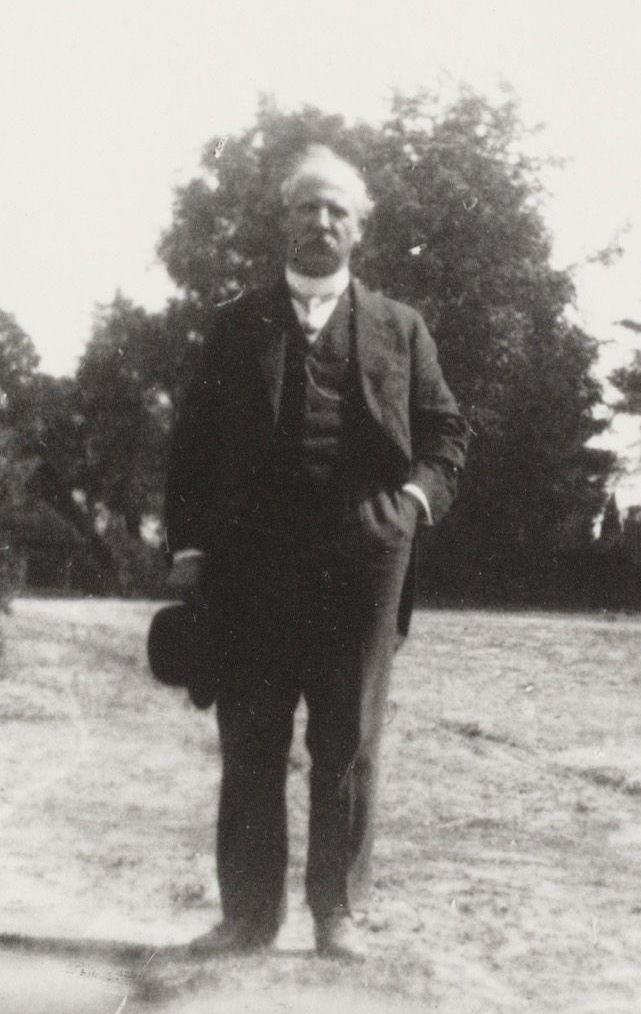
Cornelius Ubbo Ariëns Kappers (1922)

Nederlands Centraal Instituut voor Hersenonderzoek/Nederlands Herseninstituut
- 1909-1946: Cornelius Ubbo Ariëns Kappers
- 1946-1949: Bernard Brouwer
- 1952-1962: Siegfried Thomas Bok
- 1962-1975: Hans Ariëns Kappers
- 1975-2005: Dick Swaab
- 2007-2023: Pieter Roelfsema
- Vanaf 2024: Christiaan Levelt

Interuniversitair Oogheelkundig Instituut
- 1988-1995: Alexander Jan Otto
- 1995-2003: Paulus de Jong
- 2003-2005: Peter van 't Klooster

## Collectie van hersendonoren
Veel van het materiaal dat de eerste directeur gebruikte voor zijn onderzoeken, waaronder 500 hersenen en ongeveer 30.000 secties van humaan en dierlijk hersenweefsel, zijn tot op de dag van vandaag bewaard gebleven als de C.U. Ariëns Kappers Brain Collection. De collectie bestaat voornamelijk uit normaal, volwassen hersenweefsel, maar bevat ook embryonaal en pathologisch materiaal. De collectie is te zien in Museum Vrolik.

## Vrienden van het Herseninstituut
De [[Stichting Vrienden van het Herseninstituut]] (kortweg: Hersenvrienden) financiert en faciliteert hersenonderzoek(ers) aan het Nederlands Herseninstituut, om vrij en ongebonden hersenonderzoek mogelijk te maken. Pas als we weten hoe het brein normaal werkt, kunnen we begrijpen wat er bij hersenaandoeningen misgaat. 